# Bilmärke
Bilmärke kallas det varumärke som används av en biltillverkare. Underordnade varumärken för särskilda bilmodeller eller modellserier kallas modell eller modellnamn. Modellnamnet kan ofta vara en sifferserie eller annan teckenkombination.
Till exempel är Chevrolet bilmärket för sportbilen Chevrolet Corvette i USA, medan modellnamnet är Corvette. Ett företag kan ha ett bilmärke eller flera, General Motors har använt mer än ett dussin bara i Nordamerika.
Begreppet biltillverkare avser det företag som tillverkar bilen, inte bilmärket. Till exempel är Dodge bilmärket för en Dodge Dart, Dart är modellnamnet, och biltillverkaren var Chrysler Corporation.